# Michelle Ryan
Michelle Claire Ryan (Londra, 22 aprile 1984) è un'attrice britannica.
È nota per i ruoli di Jaime Sommers nella serie televisiva Bionic Woman e di Nimueh nella serie televisiva Merlin.

## Biografia
Michelle Ryan è nata nel borgo londinese di Enfield ed era studentessa della Community School Chace. Membro di un gruppo teatrale locale fin da quando aveva dieci anni, è stata scelta per il ruolo di Zoe Slater in EastEnders quando ne aveva quindici. Lei ha lasciato la serie nel giugno 2005 e da allora ha dichiarato che non sarebbe tornata a recitare a EastEnders. Due anni dopo interpreta Jaime Sommers, ruolo principale in Bionic Woman, remake de La donna bionica, mentre nel 2008 viene scelta per ricoprire il ruolo di Nimueh nella prima stagione della serie britannica Merlin. Sempre nello stesso anno ha recitato nella serie televisiva Mister Eleven insieme a Sean Maguire, Adam Garcia, Lynda Bellingham, Olivia Coleman e Denis Lawson.
Nel gennaio 2009 Michelle è stata scritturata per l'episodio speciale Planet of the Dead della serie Doctor Who. Nello stesso anno ha recitato nel film thriller 4.3.2.1., diretto da Noel Clarke e Mark Davis insieme a Emma Roberts, Noel Clarke, Tamsin Egerton e Ophelia Lovibond. Ryan ha inoltre completato le riprese del film horror London Zombies, diretto da Matthias Hoene al fianco di Georgia King, Rasmus Hardiker e Jack Doola. Il film, che parla di un gruppo di rapinatori di banche che combattono i non morti, è uscito nel settembre 2012. Il mese seguente debutta nel teatro del West End londinese, interpretando Sally Bowles nel revival del musical Cabaret, al fianco di Will Young.

## Filmografia

### Cinema
- Cashback, regia di Sean Ellis (2006)
- I Want Candy, regia di Stephen Surjik (2007)
- Flick, regia di David Howard (2008)
- 4.3.2.1., regia di Noel Clarke e Mark Davis (2010)
- Huge, regia di Ben Miller (2010)
- No Ordinary Trifle, regia di James Hacking (2010)
- Girl Walks into a Bar, regia di Sebastián Gutiérrez (2011)
- In cucina niente regole (Love's Kitchen), regia di James Hacking (2011)
- Cleanskin, regia di Hadi Hajaig (2012)
- The Man Inside, regia di Dan Turner (2012)
- London Zombies (Cockneys vs Zombies), regia di Matthias Hoene (2012)
- Andròn: The Black Labyrinth (Andron), regia di Francesco Cinquemani (2015)

### Televisione
- Scuola di streghe (The Worst Witch) – serie TV, episodio 2x11 (2000)
- Burnside – serie TV, episodi 1x03-1x04 (2000)
- EastEnders – serie TV, 512 episodi (2000-2005)
- Miss Marple (Agatha Christie's Marple) – serie TV, episodio 2x03 (2006)
- Mansfield Park, regia di Iain B. MacDonald – film TV (2007)
- Jekyll, regia di Matt Lipsey e Douglas Mackinnon – miniserie TV, 6 puntate (2007)
- Bionic Woman – serie TV, 9 episodi (2007) - Jaime Sommers
- Merlin – serie TV, 4 episodi (2008)
- Doctor Who – serie TV, episodio 4x15 (2009)
- Mister Eleven, regia di Paul Gay – miniserie TV, 2 puntate (2009)
- One Night in Emergency, regia di Michael Offer – film TV (2010)
- Metal Hurlant Chronicles – serie TV, episodio 1x02 (2012)

## Doppiatrici italiane
Nelle versioni in italiano delle opere in cui ha recitato, Michelle Ryan è stata doppiata da:
- Francesca Fiorentini in Jekyll
- Domitilla D'Amico in Bionic Woman

## Riconoscimenti
Michelle è stata per la rivista FHM tra le 100 donne più sexy del pianeta nella classifica negli anni 2002, 2004, 2005 (nel quale è arrivata quarta) e 2007.